# Krzysztof Plaskota
Krzysztof Plaskota (ur. 6 listopada 1985) – polski lekkoatleta, wieloboista. Trener młodzieżowej grupy MOS-u.
Medalista mistrzostw kraju w różnych kategoriach wiekowych. Reprezentant Polski na pucharze Europy w wielobojach.

## Rekordy życiowe
- dziesięciobój lekkoatletyczny – 7589 pkt. (2010)